# Meenoplus madagascariensis
Meenoplus madagascariensis är en insektsart som beskrevs av Synave 1957. Meenoplus madagascariensis ingår i släktet Meenoplus och familjen Meenoplidae. Inga underarter finns listade i Catalogue of Life.